# Liste der denkmalgeschützten Objekte in Seckau
Die Liste der denkmalgeschützten Objekte in Seckau enthält die 25 denkmalgeschützten, unbeweglichen Objekte der österreichischen Marktgemeinde Seckau im steirischen Bezirk Murtal.

## Denkmäler
| Foto  |                 | Denkmal                                                                                             | Standort                                                   | Beschreibung | Metadaten |
| ----- | --------------- | --------------------------------------------------------------------------------------------------- | ---------------------------------------------------------- | --- | --- |
| ja    | Datei hochladen | Nischen-/Kapellenbildstock, Figur, Zieglerkreuz Maria Immaculata HERIS-ID: 68499 Objekt-ID: 81508   | bei Dürnberg 20a Standort KG: Seckau                       | Lebensgroße barocke Madonna aus Stein aus dem 1. Drittel des 18. Jahrhunderts. | BDA-Hist.: Q38119820 Status: § 2a Stand der BDA-Liste: 2025-06-30 Name: Nischen-/Kapellenbildstock, Figur, Zieglerkreuz Maria Immaculata GstNr.: 80/2                               |
| ja    | Datei hochladen | Nischen-/Kapellenbildstock, Eggmüllerkreuz, hl. Johannes Nepomuk HERIS-ID: 68512 Objekt-ID: 81521   | bei Dürnberg 29 Standort KG: Neuhofen                      | | BDA-Hist.: Q38119876 Status: § 2a Stand der BDA-Liste: 2025-06-30 Name: Nischen-/Kapellenbildstock, Eggmüllerkreuz, hl. Johannes Nepomuk GstNr.: 703                                |
| ja    | Datei hochladen | Nischen-/Kapellenbildstock, Figur Oberreiter Muttergottes mit Kind HERIS-ID: 68513 Objekt-ID: 81522 | Dürnbergweg 1, bei Oberfarrach 17 Standort KG: Dürnberg    | → Hauptartikel : Oberreiter Muttergottes mit Kind (Seckau) f1 | BDA-Hist.: Q38119886 Status: § 2a Stand der BDA-Liste: 2025-06-30 Name: Nischen-/Kapellenbildstock, Figur Oberreiter Muttergottes mit Kind GstNr.: 10/2                             |
| ja    | Datei hochladen | Wallfahrtskirche Maria Schnee und Wirtschaftsgebäude HERIS-ID: 67934 Objekt-ID: 80922               | Dürnberg 37, nördlich Standort KG: Dürnberg                | Die Wallfahrtskirche Maria Schnee auf der Hochalm wurde 1660 errichtet und zunächst dem Heiligen Hieronymus (Viehpatron) geweiht. Erst im 18. Jahrhundert bürgerte sich der heute noch gebräuchliche Name ein. | BDA-Hist.: Q1293718 Status: § 2a Stand der BDA-Liste: 2025-06-30 Name: Wallfahrtskirche Maria Schnee und Wirschaftsgebäude GstNr.: .130, .131 Wallfahrtskirche Maria Schnee, Seckau |
| ja    | Datei hochladen | Basilika Mariä Himmelfahrt und Mausoleum HERIS-ID: 51793 Objekt-ID: 57582                           | Seckau 1 Standort KG: Seckau                               | Die romanische Basilika der Abtei Seckau wurde zunächst 1143 bis 1164 errichtet, aber im 14. und 15. Jahrhundert wesentlich umgestaltet. Die neoromanischen Türme stammen aus den Jahren 1891 bis 1893. Im Mausoleum ist unter anderem Erzherzog Karl II. beigesetzt. Errichtet wurde es zwischen 1587 und 1612 von Alessandro de Verda und Sebastian Carlone. | BDA-Hist.: Q16500119 Status: § 2a Stand der BDA-Liste: 2025-06-30 Name: Basilika Mariae Himmelfahrt und Mausoleum GstNr.: .2/2, .2/1 Basilika Seckau                                |
| ja    | Datei hochladen | Benediktinerkloster Abtei Seckau HERIS-ID: 51791 Objekt-ID: 57580                                   | Seckau 1 Standort KG: Seckau                               | Das ehemalige Augustiner-Chorherren-Stift Seckau wurde 1883 von den Benediktinern neu besiedelt. | BDA-Hist.: Q334274 Status: § 2a Stand der BDA-Liste: 2025-06-30 Name: Benediktinerkloster Stift Seckau GstNr.: .3, .4 Abtei Seckau                                                  |
| ja    | Datei hochladen | Mariensäule HERIS-ID: 67931 Objekt-ID: 80919                                                        | bei Seckau 1 Standort KG: Seckau                           | Die Pestsäule auf dem Zellenplatz trägt eine aus Kupfer getriebene Immaculata, 1719 von Johann Lukas Sigl begonnen und 1721/22 von Joh. Georg Herkhommer vollendet, beide aus Augsburg. Die Steinstatuen der hll. Augustinus, Antonius von Padua, Franz Xaver und Sebastian sowie der vier Engel stammen von Josef Christoph Schweiger und aus dem Jahre 1717, das Schmiedeeisengitter von Philipp Gritsch 1722. Die Mariensäule wurde 1821, 1902 und 1960/61 restauriert. | BDA-Hist.: Q38117977 Status: § 2a Stand der BDA-Liste: 2025-06-30 Name: Mariensäule GstNr.: .1 Mariensäule Seckau                                                                   |
| ja    | Datei hochladen | ehem. Karner HERIS-ID: 67926 Objekt-ID: 80914                                                       | bei Seckau 1 Standort KG: Seckau                           | Die Reste des Karners (der ursprünglichen Magdalenenkapelle) befinden sich östlich der Basilika im Garten des Stifts. Vom spätromanischen Rundbau sind nur noch die Grundmauern, sowie ein Apsisbogen erhalten. | BDA-Hist.: Q38117941 Status: § 2a Stand der BDA-Liste: 2025-06-30 Name: ehem. Karner GstNr.: 132                                                                                    |
| ja    | Datei hochladen | Glashaus HERIS-ID: 67927 Objekt-ID: 80915                                                           | bei Seckau 1 Standort KG: Seckau                           | | BDA-Hist.: Q38117948 Status: § 2a Stand der BDA-Liste: 2025-06-30 Name: Glashaus GstNr.: 125                                                                                        |
| ja    | Datei hochladen | Gasthaus Hofwirt, Pavillon/Gartenhaus HERIS-ID: 67940 Objekt-ID: 80928                              | Seckau 3 Standort KG: Seckau                               | Das zweieinhalbgeschoßige Gebäude mit Walmdach wurde 1661 von Peter Franz Carlone erbaut. Es wurde 1710–1720 mit Pilastern über zwei Geschoße und Stuck versehen. Der Stuck findet sich auch im Treppenhaus und in mehreren Räumen, dort auch Relieffelder. | BDA-Hist.: Q38118046 Status: § 2a Stand der BDA-Liste: 2025-06-30 Name: Gasthaus Hofwirt, Pavillon/Gartenhaus GstNr.: .34, 200 Hofwirt Seckau                                       |
| ja    | Datei hochladen | Wohnhaus, Gallhoferhaus HERIS-ID: 67939 Objekt-ID: 80927                                            | Seckau 4 Standort KG: Seckau                               | | BDA-Hist.: Q38118033 Status: § 2a Stand der BDA-Liste: 2025-06-30 Name: Wohnhaus, Gallhoferhaus GstNr.: .35                                                                         |
| ja    | Datei hochladen | Wohnhaus HERIS-ID: 67930 Objekt-ID: 80918                                                           | Seckau 5 Standort KG: Seckau                               | | BDA-Hist.: Q38117966 Status: § 2a Stand der BDA-Liste: 2025-06-30 Name: Wohnhaus GstNr.: 156/2                                                                                      |
| ja BW | Datei hochladen | Figur Christus an der Geißelsäule HERIS-ID: 67941 Objekt-ID: 80929                                  | bei Seckau 10a Standort KG: Seckau                         | | BDA-Hist.: Q38118057 Status: § 2a Stand der BDA-Liste: 2025-06-30 Name: Figur Christus an der Geißelsäule GstNr.: 290                                                               |
| ja    | Datei hochladen | Flur-/Wegkapelle, Färberkreuz HERIS-ID: 67944 Objekt-ID: 80932                                      | gegenüber Seckau 16 Standort KG: Seckau                    | Das Färberkreuz ist eine Doppelkapelle mit Rokokostuck aus dem Jahre 1766. In der einen Kapelle eine kreuzschleppender Christus aus Stein und in der anderen eine Holzstatue des Johann Nepomuk aus dem 2. Viertel des 18. Jahrhunderts von Balthasar Prandtstätter. | BDA-Hist.: Q38118083 Status: § 2a Stand der BDA-Liste: 2025-06-30 Name: Flur-/Wegkapelle, Färberkreuz GstNr.: .109                                                                  |
| ja    | Datei hochladen | Gasthaus Oberwirt HERIS-ID: 37438 Objekt-ID: 36582                                                  | Seckau 17 Standort KG: Seckau                              | Das zweigeschoßige Gebäude mit Walmdach hat eine Biedermeierfassade um 1830. | BDA-Hist.: Q37975628 Status: Bescheid Stand der BDA-Liste: 2025-06-30 Name: Gasthaus Oberwirt GstNr.: 142/1                                                                         |
| ja    | Datei hochladen | Friedhofskapelle HERIS-ID: 67929 Objekt-ID: 80917                                                   | bei Seckau 42, gegenüber Seckau 10a Standort KG: Seckau    | Bei der Friedhofskapelle Namen Jesu handelt es sich um einen Rest (vermutlich eine Seitenkapelle) der 1197 genannten und 1782 abgebrochenen Jakobuskapelle, der späteren Pfarrkirche. Der rechteckige Raum mit Kreissegmentapsis ist nach Süden orientiert, das Schiff mit einer Holzdecke gedeckt, die Nordwand aus romanischem Quadermauerwerk. Auf der Nordseite Dachreiter. An der Nordfassade Weltenrichter von Bruder Bernward Schmid aus dem Jahre 1966. Die barocke Kreuzgruppe stammt aus dem 1. Viertel des 18. Jahrhunderts, die Muttergottesstatue rund um 1700 und der hl. Ambrosius aus dem 2. Viertel des 18. Jahrhunderts von Balthasar Prandtstätter stammen aus der Schachenkirche. | BDA-Hist.: Q38117957 Status: § 2a Stand der BDA-Liste: 2025-06-30 Name: Friedhofskapelle GstNr.: .54                                                                                |
| ja    | Datei hochladen | Bildstock HERIS-ID: 67943 Objekt-ID: 80931                                                          | bei Seckau 61 Standort KG: Seckau                          | Ein auf einer Anhöhe mächtiger quadratischer Bildstock mit acht Nischen. | BDA-Hist.: Q38118074 Status: § 2a Stand der BDA-Liste: 2025-06-30 Name: Bildstock GstNr.: 9                                                                                         |
| ja    | Datei hochladen | Schule, Schwesternhaus HERIS-ID: 67937 Objekt-ID: 80925                                             | Seckau 62 Standort KG: Seckau                              | | BDA-Hist.: Q38118023 Status: § 2a Stand der BDA-Liste: 2025-06-30 Name: Schule, Schwesternhaus GstNr.: .52                                                                          |
| ja    | Datei hochladen | Luciakapelle HERIS-ID: 51792 Objekt-ID: 57581                                                       | neben Seckau 62 Standort KG: Seckau                        | Bei der Luciakapelle handelt es sich um den Rest des 1912 abgetragenen Spitals, das 1501 unter Propst Dürnberger errichtet wurde. Die Kapelle umfasst einen kleinen rechteckigen Raum mit einem Netzgewölbe auf Konsolen sowie einer flachen Erkernische für den Altar im Osten, und dem Schulterbogenportal im Westen. Der Innenraum ist zur Gänze mit Fresken bemalt, zweimal mit 1501 datiert. Die Fresken wurden 1968/69 restauriert, die Außenrestaurierung erfolgte 1975. | BDA-Hist.: Q38047743 Status: § 2a Stand der BDA-Liste: 2025-06-30 Name: Luciakapelle GstNr.: .53 Luciakapelle (Seckau)                                                              |
| ja    | Datei hochladen | Amtsgebäude, ehem. Mädchenschule HERIS-ID: 67936 Objekt-ID: 80924                                   | Seckau 63 Standort KG: Seckau                              | | BDA-Hist.: Q38118015 Status: § 2a Stand der BDA-Liste: 2025-06-30 Name: Amtsgebäude, ehem. Mädchenschule GstNr.: 201/9                                                              |
| ja    | Datei hochladen | Kalvarienbergbildstock HERIS-ID: 68504 Objekt-ID: 81513                                             | Neuhofen 25, südlich Standort KG: Neuhofen                 | | BDA-Hist.: Q38119833 Status: § 2a Stand der BDA-Liste: 2025-06-30 Name: Kalvarienbergbildstock GstNr.: 340 Kalvarienbergbildstöcke am Tremmelberg                                   |
| ja    | Datei hochladen | Kalvarienbergbildstock HERIS-ID: 68506 Objekt-ID: 81515                                             | Neuhofen 25a, bei Standort KG: Neuhofen                    | Anmerkung: Standort grundstücksgenau | BDA-Hist.: Q38119842 Status: § 2a Stand der BDA-Liste: 2025-06-30 Name: Kalvarienbergbildstock GstNr.: 645 Kalvarienbergbildstöcke am Tremmelberg                                   |
| ja    | Datei hochladen | Kalvarienbergbildstock HERIS-ID: 68508 Objekt-ID: 81517                                             | Standort KG: Neuhofen                                      | Anmerkung: Standort grundstücksgenau | BDA-Hist.: Q38119860 Status: § 2a Stand der BDA-Liste: 2025-06-30 Name: Kalvarienbergbildstock GstNr.: 265/2 Kalvarienbergbildstöcke am Tremmelberg                                 |
| ja    | Datei hochladen | Kalvarienbergkirche am Tremmelberg HERIS-ID: 68501 Objekt-ID: 81510                                 | Kalvarienberg 1 Standort KG: Neuhofen                      | → Hauptartikel : Kalvarienbergkirche am Tremmelberg f1 | BDA-Hist.: Q14906913 Status: § 2a Stand der BDA-Liste: 2025-06-30 Name: Kalvarienbergkirche am Tremmelberg GstNr.: .37 Kalvarienbergkirche am Tremmelberg                           |
| ja    | Datei hochladen | Kath. Filialkirche Schutzengelkirche/Schachenkirche HERIS-ID: 68510 Objekt-ID: 81519                | bei Scherbweg 1, bei Unterfarrach 20 Standort KG: Neuhofen | Die barocke Schutzengelkirche in der Schachen stammt wohl aus dem 18. Jahrhundert. Die Kirche ist nach Süden orientiert, dreijochig mit einem Halbkreisschluss. Ein flaches Kreuzgratgewölbe auf Wandpfeilern deckt das Langhaus, die Empore hat eine leicht geschwungene Holzbrüstung. Auf der Nordseite ein Dachreiter, die Sakristei östlich des Chors mit Flachdecke. Der Altar wurde um 1770 im Rokokostil gebaut, mit den hll. Isidor und Notburga. | BDA-Hist.: Q38119868 Status: § 2a Stand der BDA-Liste: 2025-06-30 Name: Kath. Filialkirche Schutzengelkirche/Schachenkirche GstNr.: .132                                            |